# Station Koziki
Station Koziki is een spoorwegstation in de Poolse plaats Koziki.